# Selma Irmak
Selma Irmak (8 de marzo de 1971, Kızıltepe, Turquía) es una política kurda en Turquía y exdiputada por el Partido de la Paz y la Democracia (BDP) y el Partido Democrático Popular (HDP). Fue elegida en el Parlamento Turco en las elecciones generales de junio de 2011. Fue una de los cinco diputados y diputadas que fueron elegidos directamente desde la prisión. Durante la década de los 90 pasó diez años en la prisión por supuesta pertenencia al PKK. En 2016 fue detenida acusada de terrorismo y en noviembre de 2017 fue condenada a 10 años de prisión por presuntos cargos de "pertenencia a una organización terrorista" y "difusión de propaganda para una organización terrorista".

## Biografía
Fue arrestada por primera vez cuando estudiaba para ser profesora en la Universidad Selçuk en Konya. Durante varios años fue copresidenta del Partido de la Sociedad Democrática (DTP). En octubre de 2008, fue condenada a seis meses de prisión por enaltecimiento de crímenes y criminales. La sentencia judicial fue posteriormente conmutada por una multa de 5.000 liras turcas.
Se presentó a la alcaldía de Derik en las elecciones locales del 29 de marzo de 2009 . El 18 de abril de 2009, cuando todavía era copresidenta del DTP, fue arrestada nuevamente en una operación policial en Mardin y detenida en la prisión tipo E de Diyarbakir, acusada de pertenencia a una organización terrorista. Los miembros del DTP fueron objeto de detenciones a gran escala en abril de 2009.
Fue juzgada junto con otros 175 políticos y activistas políticos kurdos en el llamado "masivo juicio KCK". En 2011 fue elegida miembro del Parlamento en representación de la provincia de Sırnak, pero debido a su arresto no pudo prestar juramento El tribunal dictaminó que la inmunidad parlamentaria, que generalmente tienen todos los parlamentarios turcos, no se aplica en su caso. Políticos del Bloque Trabajo, Democracia y Libertad y otras organizaciones protestaron contra este fallo.
En febrero de 2012, hizo una huelga de hambre junto con muchos otros detenidos y emitió una declaración en apoyo a Abdullah Öcalan.
Fue puesta en libertad el 4 de enero de 2014 por decisión del Tribunal Penal Superior de Diyarbakir. Su liberación se produjo poco después de una decisión histórica del Tribunal Constitucional de Turquía en el caso de Mustafa Balbay Después de su liberación, prestó juramento en el parlamento turco el 7 de enero de 2014 y se convirtió en copresidenta del Congreso de la Sociedad Democrática. (DTK), donde permaneció hasta 2016. En las elecciones parlamentarias de junio y las elecciones parlamentarias de noviembre de 2015 fue elegida diputada en representación de Hakkari por el partido HDP.
El 4 de noviembre de 2016 fue detenida de nuevo por cargos de terrorismo y en noviembre de 2017 fue condenada a 10 años de prisión por pertenecer a una organización terrorista y difundir propaganda terrorista. En marzo de 2018 la sentencia fue confirmada por un tribunal de Gaziantep y ese mismo año, en abril, fue destituida del Parlamento. El 15 de enero de 2019 declaró que se unía a la activista y también política turca Leyla Güven en su huelga de hambre para exigir mejores condiciones de detención para el político kurdo Abdullah Öcalan.
El fiscal del Estado en el Tribunal de Casación de Turquía, Bekir Şahin, presentó una demanda ante el Tribunal Constitucional el 17 de marzo de 2021, para prohibir a Irmak y otros 686 políticos del HDP durante cinco años participar en actividades políticas. Şahin presentó la demanda junto con una solicitud de cierre del partido HDP argumentando que no hay diferencia entre el PKK y el HDP.